# Texocoris nigrellus
Texocoris nigrellus är en insektsart som först beskrevs av Knight 1939.  Texocoris nigrellus ingår i släktet Texocoris och familjen ängsskinnbaggar. Inga underarter finns listade i Catalogue of Life.